# Шершнёва, Римма Ивановна
Ри́мма Ива́новна Шершнёва (бел. Рыма Іванаўна Шаршнёва, 28 июля 1925, Добруш, Гомельская губерния — 6 декабря 1942, деревня Живунь, Минская область) — советская партизанка, первая и единственная женщина, закрывшая своим телом амбразуру вражеского дзота. (По некоторым данным, такой же подвиг повторила лейтенант медицинской службы Нина Александровна Бобылёва, врач партизанского отряда, действовавшего в районе Нарвы).

## Биография
Римма (Рима) Ивановна (по другим данным — Васильевна) Шершнёва (по некоторым данным — Шерстнёва) родилась в 1925 году в Добруше, в семье лесничего, в 1933 году вместе с семьёй переехала в Минск, в 1941 году окончила 9 классов средней школы № 25 города Минска.
С началом Великой Отечественной войны вместе с матерью и двумя младшими сёстрами была эвакуирована в село Тоцкое Чкаловской области, где к лету 1942 года окончила школу. Ещё во время учёбы в школе обратилась с письмом в ЦК ВЛКСМ с просьбой отправить её на фронт и на второй день после окончания школы убыла в Москву на подготовительные курсы радистов. На курсах Римма Шершнёва обучилась стрельбе, топографии, пиротехнике, научилась прыгать с парашютом и освоила рацию.
По окончании курсов была зачислена в комсомольско-молодёжный партизанский отряд имени Николая Гастелло, который был направлен в деревню Косачёво Смоленской области, расположенную вблизи передовой. В ночь на 20 августа 1942 года отряд перешёл линию фронта и начал продвижение в сторону Белоруссии. К концу сентября 1942 года отряд, пройдя по тылам немецких войск свыше тысячи километров, добрался до Белорусского Полесья.
Во второй половине октября 1942 года Римма Шершнёва заболела и после двух недель болезни была назначена связной группы ЦК ЛКСМ Белоруссии, которую возглавлял К. Т. Мазуров. Основной задачей партизанки стало обеспечение связи между подпольными группами и ЦК ЛКСМ Белоруссии. В ходе выполнения своей основной деятельности Римма Шершнёва также распространяла листовки, проводила собрания с молодёжью, читала местным жителям сводки Совинформбюро и собирала разведсведения.
В ноябре 1942 года была зачислена в партизанскую бригаду Розова Минского партизанского соединения. 24 ноября 1942 года бригада атаковала гарнизон войск противника, занимавший деревню Ломовичи. Римма Шершнёва в нарушение распоряжения командира бригады оставаться на базе пошла вслед за соединением и приняла участие в атаке. В ходе уличного боя партизаны были остановлены пулемётным огнём из дзота с круговым обстрелом, расположенного на перекрёстке. Боец А. Бондарчук с гранатой в руке попытался приблизиться к дзоту, но был убит пулемётной очередью. Сразу после этого Римма Шершнёва быстро подбежала к телу бойца и, подхватив гранату, поползла к амбразуре и бросила туда гранату. В дальнейшем описания разнятся: по воспоминаниям В. К. Яковенко, который не был непосредственным очевидцем событий, граната попала в цель, но за секунду до этого пулемётная очередь поразила партизанку. По воспоминаниям очевидцев событий, через минуту после броска гранаты (по-видимому, не поразившей расчёт пулемёта) Римма Шершнёва, поднявшись, бросилась на амбразуру.

Я подбежал к дзоту, залез на него. Гляжу — наша Римма безжизненно повисла на вражеском пулемёте, закрыв собой смертельный прямоугольник амбразуры. Я осторожно подтащил её наверх, на купол дзота. Смотрю, ещё дышит…
Раненую партизанку в повозке перевезли в ближайшую деревню Старосеки. К Римме Шершнёвой был вызван Ибрагим Друян, хирург Минского партизанского соединения, но ранение всё-таки оказалось смертельным, и на десятые сутки после ранения партизанка умерла от потери крови.
Римма Шершнёва была похоронена 7 декабря 1942 года в деревне Живунь Любанского района Минской области. Впоследствии останки Риммы Шершнёвой были перезахоронены на мемориальном комплексе советским активистам, воинам и партизанам в Любани.

## Награды и звания

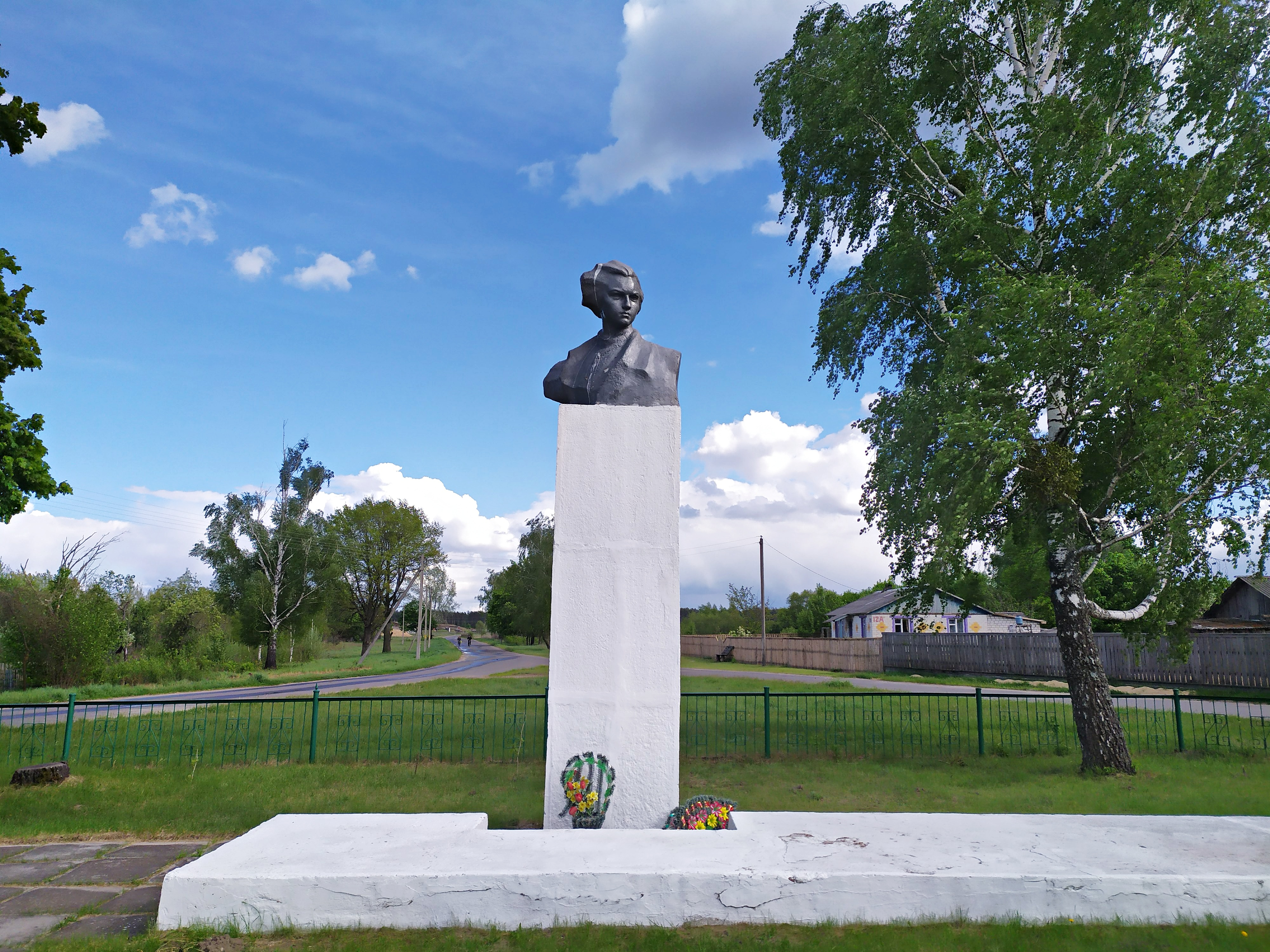
Памятник в аг. Ломовичи

Посмертно награждена Орденом Красного Знамени (24 ноября 1942). О подвиге партизанки 21 марта 1943 года сообщило советское Информбюро.

## Память
- На родине Риммы Шершнёвой в г. Добруш её именем названа улица[11].
- Имя Р. Шершнёвой носит Минская гимназия № 25 (бывшая школа № 25, где училась партизанка). В гимназии ежегодно 6 декабря отмечается день памяти Риммы Шершнёвой[12].
- Именем Риммы Шершнёвой названа улица в селе Тоцкое Оренбургской области.
- В аг. Ломовичи Октябрьского района Гомельской области установлен памятник Римме Шершнёвой.
- Известен портрет Риммы Шершнёвой работы Сергея Адашкевича (1965).
- В фондах Белорусского государственного музея истории Великой Отечественной войны хранятся документы Р. И. Шершнёвой: комсомольский билет, аттестат об окончании средней школы, письмо к тёте и картина художника Ю.В. Пучинского «Партизаны у раненой Риммы Шершнёвой»[13].